# Bryan Forbes
Bryan Forbes; właśc. John Theobald Clarke (ur. 22 lipca 1926 w Londynie, zm. 8 maja 2013 w Virginia Water) – brytyjski reżyser, scenarzysta, producent filmowy, aktor i pisarz. Największe uznanie przyniósł mu thriller Żony ze Stepford (1975) zrealizowany na podstawie powieści Iry Levina. Inne znaczące filmy w jego reżyserskiej karierze to m.in.: Seans w deszczowe popołudnie (1964), Król szczurów (1965) czy Wariatka z Chaillot (1969).
W 2004 odznaczony Orderem Imperium Brytyjskiego.
Zmarł po długiej chorobie w swoim domu w miejscowości Virginia Water niedaleko Londynu.

## Filmografia
Reżyseria:
- 1961: Złudne nadzieje (Whistle Down the Wind)
- 1962: Pokój w kształcie L (The L-Shaped Room)
- 1964: Seans w deszczowe popołudnie (Séance on a Wet Afternoon)
- 1964: W niewoli uczuć (Of Human Bondage) (niewymieniony w napisach)
- 1965: Król szczurów (King Rat)
- 1966: The Wrong Box
- 1967: Szepczące ściany (The Whisperers)
- 1968: Deadfall
- 1969: Wariatka z Chaillot (The Madwoman of Chaillot)
- 1971: Szalony Księżyc (The Raging Moon)
- 1975: Żony ze Stepford (The Stepford Wives)
- 1976: Pantofelek i róża (The Slipper and the Rose)
- 1978: Wielka gonitwa (International Velvet)
- 1980: Niedzielni kochankowie (Sunday Lovers)
- 1983: Lepiej późno niż wcale (Better Late Than Never)
- 1984: Prawdziwa twarz (The Naked Face)
- 1989: Gra, która nie ma końca (The Endless Game)

Scenariusz:
- 1954: The Black Knight
- 1955: The Cockleshell Heroes
- 1958: Byłem Montgomerym (I Was Monty's Double)
- 1960: Zmowa milczenia (The Angry Silence)
- 1960: Liga dżentelmenów (The League of Gentlemen)
- 1960: Man in the Moon
- 1962: Tylko we dwoje (Only Two Can Play)
- 1962: Pokój w kształcie L (The L-Shaped Room)
- 1963: Station Six-Sahara
- 1964: Seans w deszczowe popołudnie (Séance on a Wet Afternoon)
- 1964: W niewoli uczuć (Of Human Bondage)
- 1965: Król szczurów (King Rat)
- 1967: Szepczące ściany (The Whisperers)
- 1968: Deadfall
- 1970: Człowiek, który prześladował samego siebie (The Man Who Haunted Himself)
- 1970: Naoczny świadek (Eyewitness) (niewymieniony w napisach)
- 1971: Szalony Księżyc (The Raging Moon)
- 1975: Żony ze Stepford (The Stepford Wives) (niewymieniony w napisach)
- 1976: Pantofelek i róża (The Slipper and the Rose)
- 1978: Wielka gonitwa (International Velvet)
- 1978: Gra w klasy (Hopscotch)
- 1983: Lepiej późno niż wcale (Better Late Than Never)
- 1984: Prawdziwa twarz (The Naked Face)
- 1989: Gra, która nie ma końca (The Endless Game)
- 1992: Chaplin

Aktor:
- 1949: The Small Back Room jako Peterson (w napisach wymieniony jako Brian Forbes)
- 1949: All Over the Town jako Trumble
- 1949: Dear Mr. Prohack jako Tony
- 1950: The Wooden Horse jako Paul
- 1951: Green Grow the Rushes jako Fred Starling
- 1952: Flesh and Fury jako zawodnik (niewymieniony w napisach)
- 1952: Ma w ramionach cały świat (The World in His Arms) jako William Cleggett
- 1952: Appointment in London jako The Brat
- 1952: Diabły morskie (Sea Devils) jako Willie
- 1952: Wheel of Fate jako Ted Reid
- 1954: Milioner bez grosza (The Million Pound Note) jako Todd
- 1954: Pan inspektor przyszedł (An Inspector calls) jako Eric
- 1954: Up to His Neck jako Subby
- 1955: The Colditz Story jako Jimmy Winslow
- 1955: Passage Home jako Shorty
- 1956: Now and Forever jako Frisby
- 1956: Mabrouka jako umierający żołnierz (scena usunięta)
- 1956: Niemowlę na manewrach (The Baby and the Battleship) jako profesor Evans
- 1956: Satellite in the Sky jako Jimmy
- 1956: It's Great to Be Young jako pan Parkes
- 1956: The Extra Day jako Harry
- 1957: Quatermass II (Quatermass 2) jako Marsh
- 1958: Klucz (The Key) jako Weaver
- 1958: Byłem Montgomerym (I Was Monty's Double) jako porucznik (cameo)
- 1959: Wczorajszy wróg (Yesterday's Enemy) jako Dawson
- 1960: Zmowa milczenia (The Angry Silence) jako dziennikarz (cameo, niewymieniony w napisach)
- 1960: Liga dżentelmenów (The League of Gentlemen) jako Martin Porthill
- 1961: Działa Navarony (The Guns of Navarone) jako Cohn
- 1964: W niewoli uczuć (Of Human Bondage) jako (cameo, niewymieniona rola)
- 1964: Różowa Pantera: Strzał w ciemności (A Shot in the Dark) jako opiekun obozu (w napisach jako Turk Thrust)
- 1965: Król szczurów (King Rat) jako Radio (głos) (niewymieniony w napisach)
- 1976: Pantofelek i róża (The Slipper and the Rose) jako Herald (cameo, niewymieniony w napisach)
- 1978: Wielka gonitwa (International Velvet) jako prezenter nagród (cameo, niewymieniony w napisach)
- 1984: December Flower jako Harry Grey
- 1985: Niesforni tubylcy (Restless Natives) jako kierowca (cameo)